# Halina Skibniewska

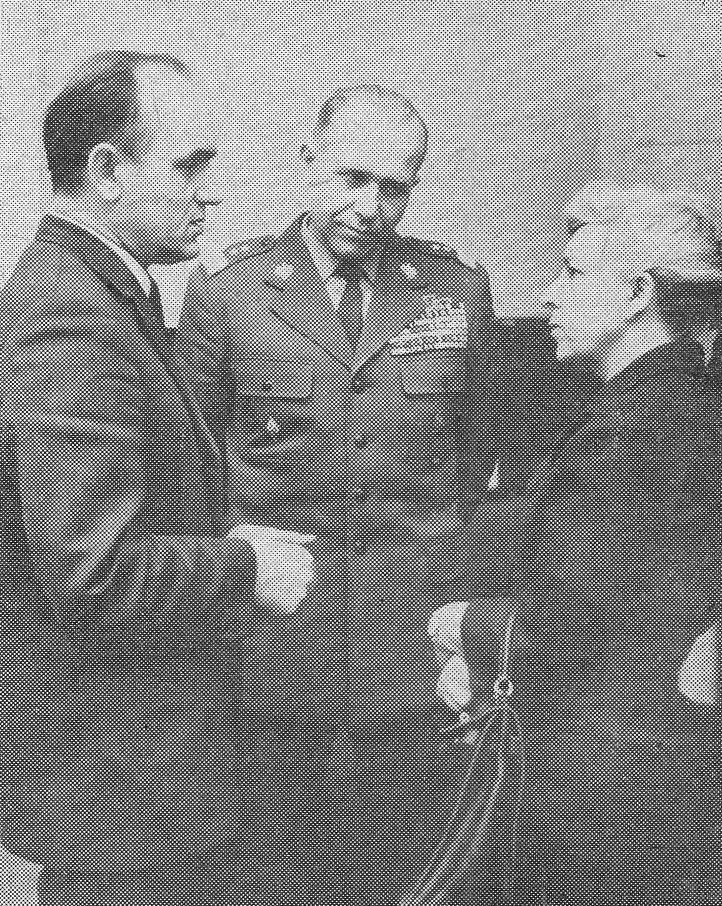
Wicemarszałek Sejmu Halina Skibniewska w rozmowie z posłami gen. Zygmuntem Huszczą i Józefem Kępą, 1971

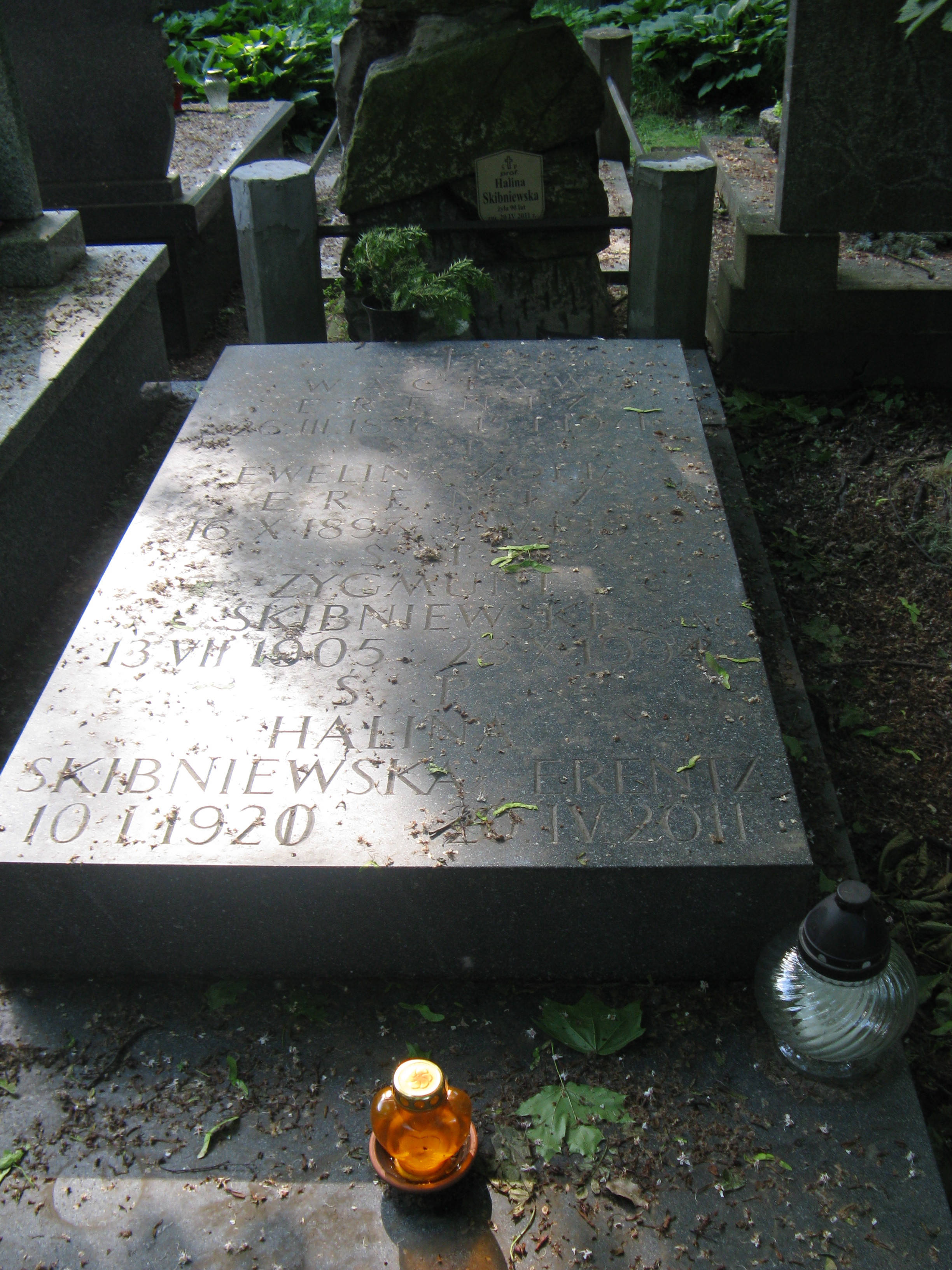
Grób Haliny i Zygmunta Skibniewskich na cmentarzu Powązkowskim w Warszawie

Halina Skibniewska z domu Erentz (ur. 10 stycznia 1921 w Warszawie, zm. 20 kwietnia 2011 tamże) – polska architektka i urbanistka, profesor doktor inżynier architektury, działaczka państwowa, posłanka na Sejm PRL IV, V, VI, VII i VIII kadencji, w latach 1971–1985 wicemarszałek Sejmu V, VI, VII i VIII kadencji. Laureatka Leninowskiej Nagrody Pokoju.

## Życiorys

### Działalność zawodowa
Ukończyła studia na Politechnice Warszawskiej w 1948. W latach 1948–1949 pracowała w Biurze Odbudowy Stolicy. Romuald Gutt zatrudnił ją jako asystenta na Wydziale Architektury Politechniki Warszawskiej, później w swoim biurze projektowym. Uczestniczyła w odbudowie Teatru Narodowego w Warszawie. Od 1957 pracowała w Warszawskiej Spółdzielni Mieszkaniowej. Mocno związana z Żoliborzem, tu zrealizowała swój projekt: Sady Żoliborskie, uważany za jeden z najlepszych tamtych lat. W swoich projektach reprezentowała głównie modernizm i zawierała w nich wiele oryginalnych rozwiązań, jak m.in. wykorzystanie naturalnej zieleni (Sady Żoliborskie) czy fragmentów dekoracyjnych pochodzących z ruin historycznych obiektów (osiedle Szwoleżerów). 
Od 1975 do 1985 była profesorką Politechniki Warszawskiej. Jej zainteresowania naukowe koncentrowały się na zagadnieniach związanych z życiem człowieka w mieście, społeczną funkcją obiektów mieszkalnych, ekologią miasta. Zajmowała się również kwestią dostosowywania obiektów mieszkalnych do potrzeb osób niepełnosprawnych.
Pod jej kierunkiem stopień naukowy doktora uzyskała w 1989 Grażyna Dąbrowska-Milewska.
Członkini komitetów Polskiej Akademii Nauk (Komitet Architektury i Urbanistyki, Komitet Prognoz „Polska 2000”; Komitet Przestrzennego Zagospodarowania Kraju), Towarzystwa Naukowego Warszawskiego oraz Polskiej Rady Architektury. Członkini kilku zagranicznych organizacji naukowych, m.in. Académie d’Architecture de France.
Wieloletnia polska korespondentka czasopisma architektonicznego „L'Architecture d'Aujourd'hui”.

### Działalność polityczna
Podczas okupacji działała w Armii Krajowej. W latach 1965–1985 była posłanką na Sejm PRL IV, V, VI, VII i VIII kadencji, reprezentowała okręg wyborczy Warszawa-Praga lub Warszawa-Praga Południe. Zasiadała w komisjach Budownictwa i Gospodarki Komunalnej, Mandatowo-Regulaminowej oraz Kultury i Sztuki. Od 1971, jako pierwsza kobieta w historii polskiego Sejmu, pełniła funkcję wicemarszałka Sejmu. Pełniąc tę funkcję do 1985, była posłem najdłużej sprawującym ten urząd w historii Sejmu. W VIII kadencji Sejmu, podczas stanu wojennego pomagała wyjść bądź uzyskać przepustkę z internowania wielu pozbawionym wolności działaczom opozycji, m.in. Bronisławowi Komorowskiemu. Po zakończeniu VIII kadencji w 1985, przestała piastować mandat poselski, a następnie w 1986 została powołana w skład Rady Konsultacyjnej przy Przewodniczącym Rady Państwa Wojciechu Jaruzelskim. Po 1989, kiedy ciało to zostało rozwiązane, wycofała się z działalności politycznej.
W okresie PRL była również prezeską Towarzystwa Przyjaźni Polsko-Francuskiej. W latach 1986–1988 członek Społecznego Komitetu Odnowy Starego Miasta Zamościa. Po 1989 współpracowała z Ośrodkiem Studiów Międzynarodowych przy Senacie RP. Prowadziła również działalność społeczną – działała w Fundacji Polska w Europie, Polskiej Radzie Ruchu Europejskiego oraz Stowarzyszeniu „Wspólnota Polska”. Przewodniczyła również Komisji Ochrony Przyrody przy Wojewodzie Warszawskim.
Była żoną architekta i posła na Sejm PRL I kadencji Zygmunta Skibniewskiego.
Pochowana na cmentarzu Powązkowskim (kwatera 76-1-21).

## Halina Skibniewska w krzywym zwierciadle
Satyryk „Gazety Wyborczej” Michał Ogórek tak pisał o Halinie Skibniewskiej w satyrycznym tekście Polki idolki, poświęconym znanym kobietom okresu PRL: Architekt, która dzięki swej sile przebicia przekuła nam dostęp do łazienki. W ramach oszczędności w tamtych czasach w nowo projektowanych blokach próbowano bowiem zmniejszyć liczbę tzw. oczek sanitarnych i ubikacje budować wspólne na piętrze. W przykładowym osiedlu Haliny Skibniewskiej na Sadach Żoliborskich w Warszawie wszystko było na swoim miejscu, co wywołało taki zachwyt, że nawet dostała w Moskwie Nagrodę Leninowską. Kiedy więc poniekąd sam Lenin poszedł na tę stronę co ona, nikt już więcej nie odważył się proponować mieszkań bez wygód(ek). Nagroda należała się Halinie Skibniewskiej już za to, że wielu domów postawionych wtedy nie zaprojektowała.
Konrad Kucza-Kuczyński w artykule Kobiety w architekturze pisał o Halinie Skibniewskiej: Osiedla Sady Żoliborskie z lat 1958–1963 czy Szwoleżerów z 1974–1976, realizowane w czasach ograniczeń normatywnych i finansowych są dowodem, iż nawet w tamtych trudnych czasach można było w poczuciu etycznej odpowiedzialności za dzieło i odbiorcę, tworzyć lepiej, niż narzucał to suchy normatyw.

## Ordery i odznaczenia
- Order Sztandaru Pracy I klasy
- Krzyż Komandorski z Gwiazdą Orderu Odrodzenia Polski (24 października 2003)[11]
- Order Sztandaru Pracy II klasy
- Krzyż Komandorski Orderu Odrodzenia Polski (1969)
- Krzyż Kawalerski Orderu Odrodzenia Polski (1962)
- Srebrny Krzyż Zasługi (15 lipca1955)[12]
- Medal 30-lecia Polski Ludowej (1974)
- Medal 40-lecia Polski Ludowej (1984)
- Medal 10-lecia Polski Ludowej (19 stycznia 1955)[13]
- Medal Komisji Edukacji Narodowej (1998)
- Odznaka 1000-lecia Państwa Polskiego (1966)[14]
- Medal Stowarzyszenia „Wspólnota Polska”, za wytrwałą i pełną poświęcenia pracę na rzecz Rodaków poza granicami kraju (2000)
- Medal Politechniki Warszawskiej Alma Mater Bene Merentibus, za nacechowaną humanizmem twórczość architektoniczną i stałe oddanie potrzebującym pomocy (2000)
- Złota Odznaka SARP (1977)[4]
- Złota Odznaka Honorowa TUP (1996)[4]
- Wielki Oficer Orderu Legii Honorowej (Francja, 1972)[15]
- Międzynarodowa Leninowska Nagroda Pokoju na lata 1977/1978 (ZSRR, 1979)[16]
- Medal Jana Pawła II za ofiarne i odważne interwencje podczas stanu wojennego na rzecz osób represjonowanych i chorych (Watykan, 1983)

## Nagrody i wyróżnienia
- 1961 – „Mister Warszawy” (nagroda dla najładniejszego nowo powstałego budynku w Warszawie)
- 1972 – „Mister Warszawy”
- 1974 – „Mister Warszawy”
- 1974 – Nagroda Sześcian[4]
- 1975 – Nagroda Ministra Nauki, Szkolnictwa Wyższego i Techniki
- 1976 – Nagroda Państwowa I stopnia
- 1978 – Honorowa Nagroda SARP

## Ważniejsze projekty
- Projekt odbudowy Sal Redutowych Teatru Narodowego (razem z Romualdem Guttem)
- Projekt teatru Domu Wojska Polskiego, plac Żelaznej Bramy (razem z Romualdem Guttem), 1951 (niezrealizowany)
- Osiedle Sady Żoliborskie na Żoliborzu w Warszawie (1961)
- Osiedle Wolska IV w Warszawie (1965)
- Plan szczegółowy osiedla Winogrady w Poznaniu (1964)[17]
- ZETO-ZOWAR (obecnie KRUS) (1970−1973)
- Szkoła na Sadybie w Warszawie (1971)
- Osiedle Szwoleżerów w Warszawie (1974)[18]
- Plan szczegółowy osiedli winogradzkich w Poznaniu[17]

## Ważniejsze publikacje
- Rodzina a mieszkanie, Państwowe Wydawnictwo Naukowe, Warszawa 1974.
- Tereny otwarte w miejskim środowisku mieszkalnym, Wydawnictwo Arkady, Warszawa 1979.

## Galeria

### Sady Żoliborskie

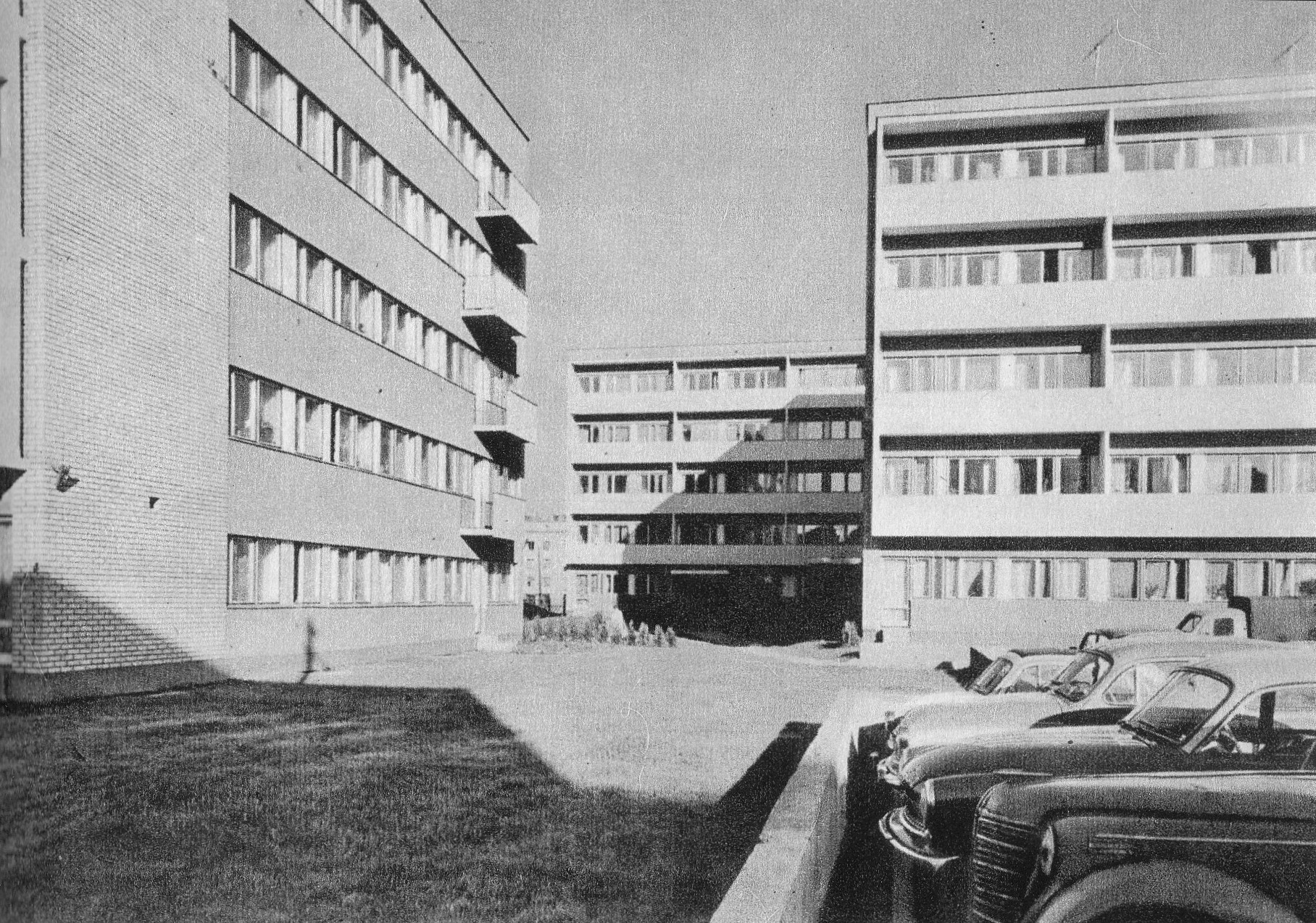
Sady Żoliborskie, lata 70.

### ZETO-ZOWAR

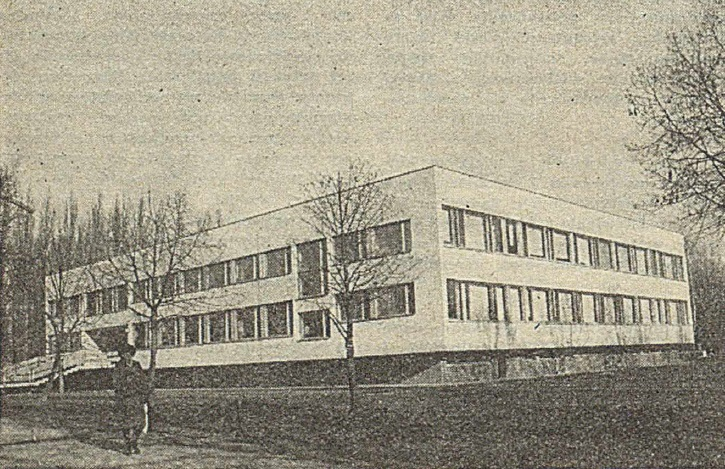
Ogólny widok, lata 70.
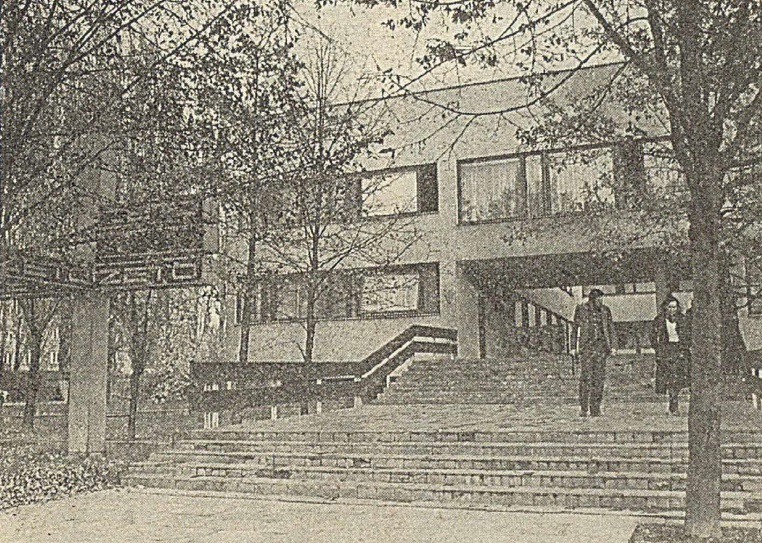
Wejście główne, lata 70.
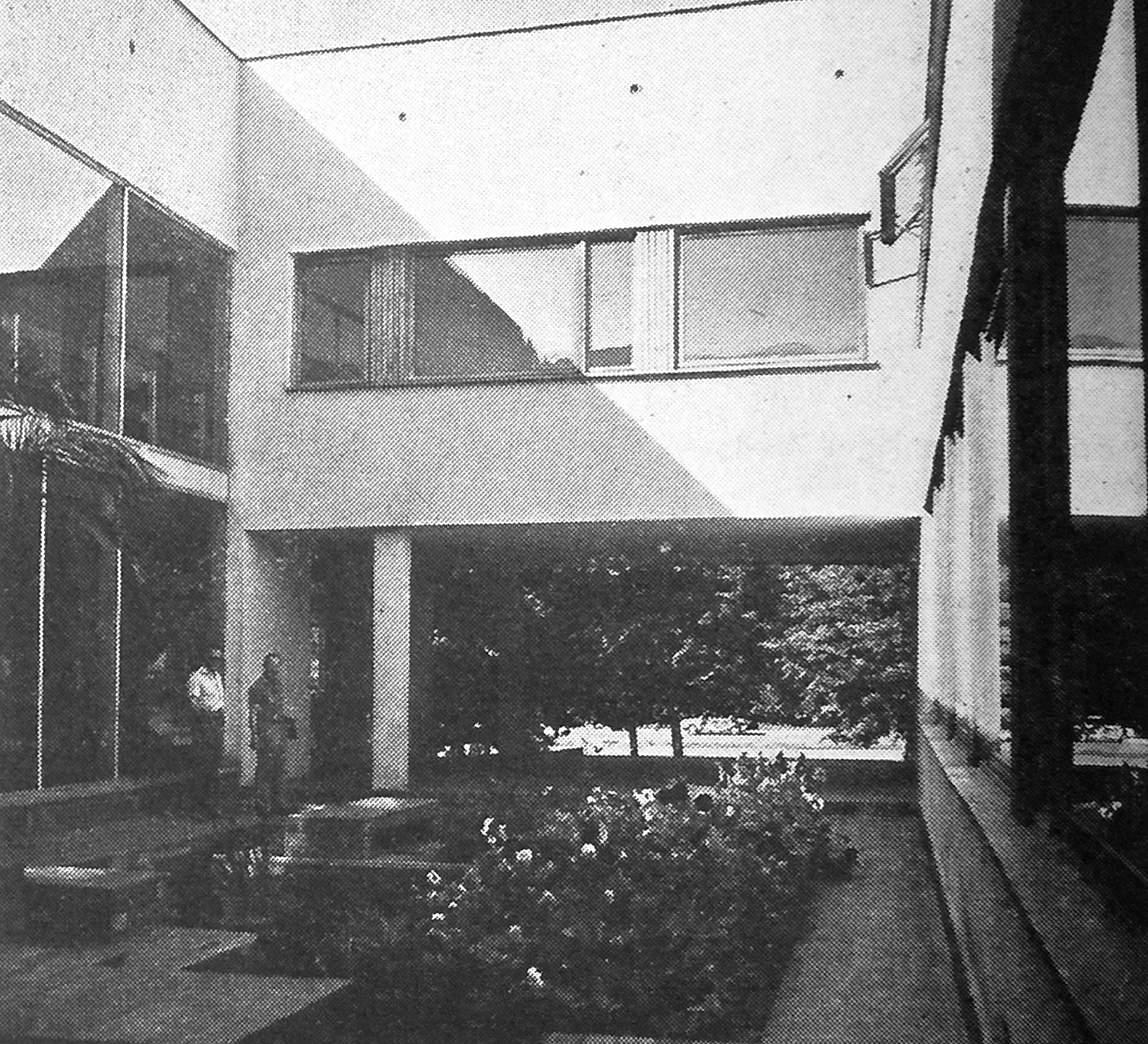
Dziedziniec budynku, lata 70.
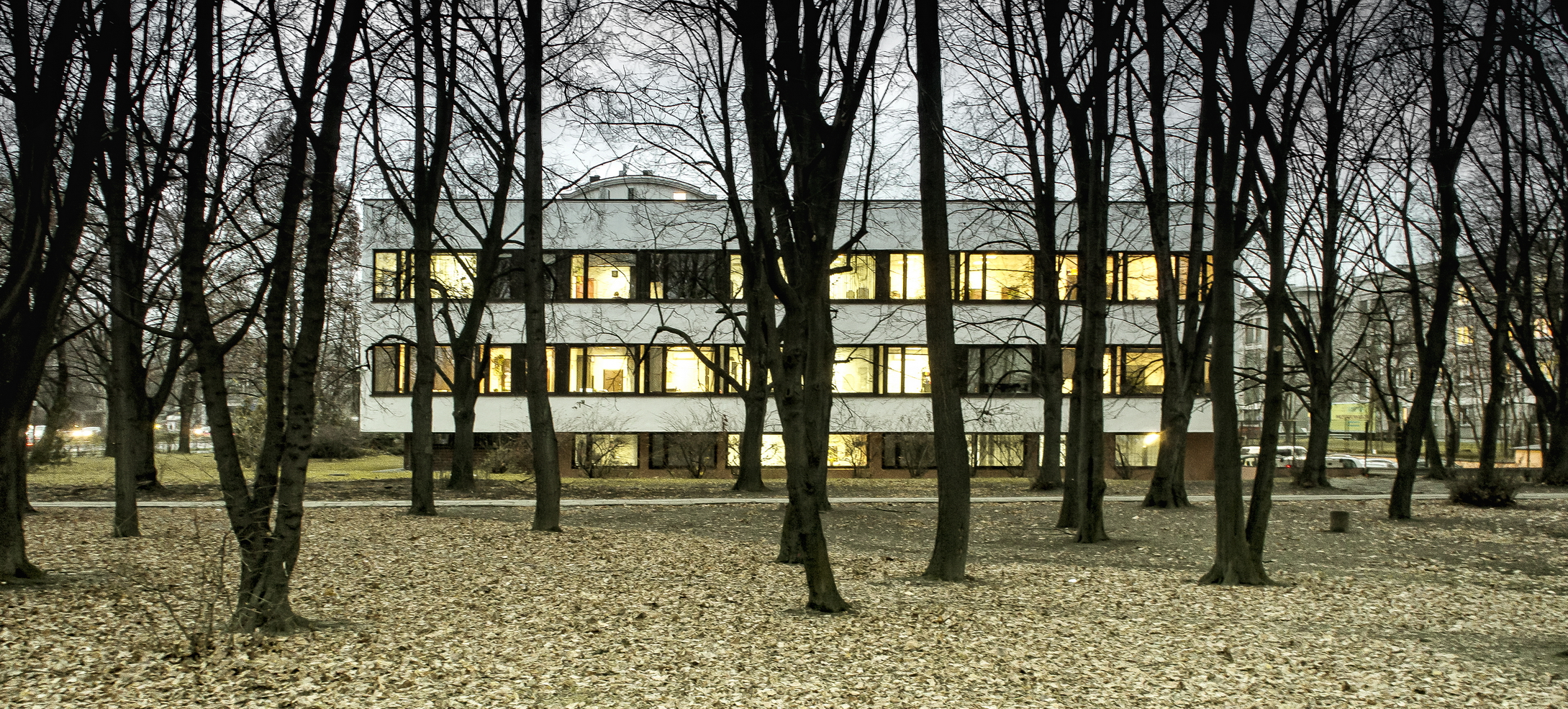
Stan budynku na rok 2016, obecnie siedziba KRUS
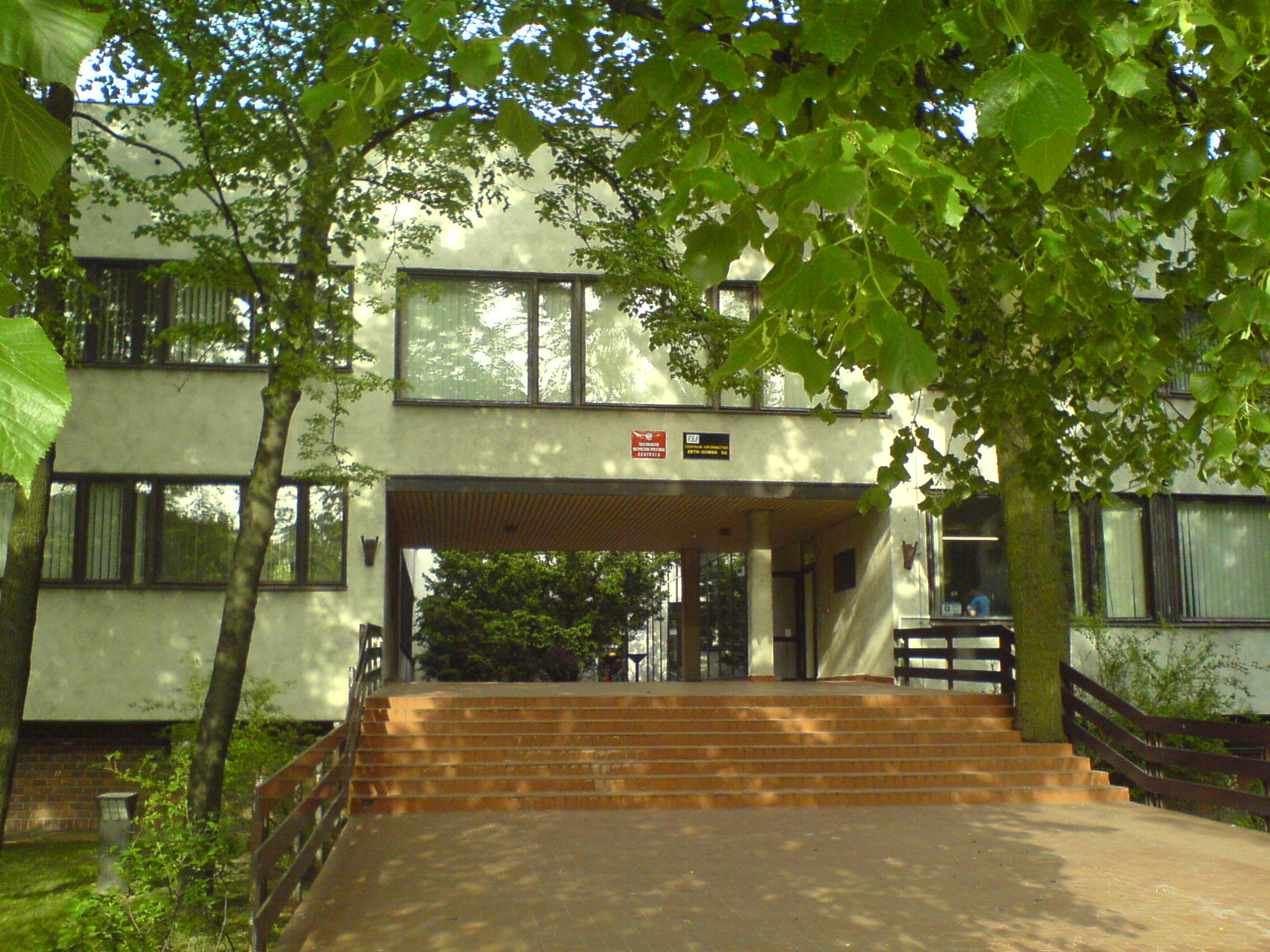
Wejście główne, stan na 2007